# Сент-Енімі
Сент-Енімі́ (фр. Sainte-Enimie) — колишній муніципалітет у Франції, у регіоні Окситанія, департамент Лозер. Населення — 526 осіб (2011).
Муніципалітет був розташований на відстані близько 510 км на південь від Парижа, 95 км на північний захід від Монпельє, 19 км на південний захід від Манда.

## Історія
До 2015 року муніципалітет перебував у складі регіону Лангедок-Русійон. Від 1 січня 2016 року належав до нового об'єднаного регіону Окситанія.
1 січня 2017 року Сент-Енімі, Монбрен i Кезак було об'єднано в новий муніципалітет Горж-дю-Тарн-Косс.

## Демографія
Динаміка населення (Cassini ):
Розподіл населення за віком та статтю (2006):
| Стать | Всього | До 15 років | 15-24 | 25-44 | 45-64 | 65-85 | Понад 85 |
| --- | ------ | ----------- | ----- | ----- | ----- | ----- | -------- |
| Чоловіки | 248    | 36          | 16    | 60    | 84    | 52    | 0        |
| Жінки | 252    | 44          | 36    | 48    | 72    | 44    | 8        |
| \| Статево-вікова піраміда \| Статево-вікова піраміда \| Статево-вікова піраміда \| \| ----------------------- \| ----------------------- \| ----------------------- \| \| Чоловіки \| Вік \| Жінки \| \| 0 \| 85 + \| 8 \| \| 8 \| 80-84 \| 12 \| \| 32 \| 75-79 \| 12 \| \| 8 \| 70-74 \| 16 \| \| 4 \| 65-69 \| 4 \| \| 12 \| 60-64 \| 8 \| \| 36 \| 55-59 \| 16 \| \| 12 \| 50-54 \| 24 \| \| 24 \| 45-49 \| 24 \| \| 12 \| 40-44 \| 12 \| \| 32 \| 35-39 \| 12 \| \| 8 \| 30-34 \| 12 \| \| 8 \| 25-29 \| 12 \| \| 12 \| 20-24 \| 12 \| \| 4 \| 15-20 \| 24 \| \| 16 \| 10-14 \| 12 \| \| 4 \| 5-9 \| 12 \| \| 16 \| 0-4 \| 20 \| |        |             |       |       |       |       |          |
| Статево-вікова піраміда |        |             |       |       |       |       |          |
| Чоловіки | Вік    | Жінки       |       |       |       |       |          |
| 0 | 85 +   | 8           |       |       |       |       |          |
| 8 | 80-84  | 12          |       |       |       |       |          |
| 32 | 75-79  | 12          |       |       |       |       |          |
| 8 | 70-74  | 16          |       |       |       |       |          |
| 4 | 65-69  | 4           |       |       |       |       |          |
| 12 | 60-64  | 8           |       |       |       |       |          |
| 36 | 55-59  | 16          |       |       |       |       |          |
| 12 | 50-54  | 24          |       |       |       |       |          |
| 24 | 45-49  | 24          |       |       |       |       |          |
| 12 | 40-44  | 12          |       |       |       |       |          |
| 32 | 35-39  | 12          |       |       |       |       |          |
| 8 | 30-34  | 12          |       |       |       |       |          |
| 8 | 25-29  | 12          |       |       |       |       |          |
| 12 | 20-24  | 12          |       |       |       |       |          |
| 4 | 15-20  | 24          |       |       |       |       |          |
| 16 | 10-14  | 12          |       |       |       |       |          |
| 4 | 5-9    | 12          |       |       |       |       |          |
| 16 | 0-4    | 20          |       |       |       |       |          |

## Економіка
2010 року серед 348 осіб працездатного віку (15—64 років) 252 були активними, 96 — неактивними (показник активності 72,4%, у 1999 році було 72,3%). З 252 активних мешканців працювали 232 особи (130 чоловіків та 102 жінки), безробітними було 20 (8 чоловіків та 12 жінок). Серед 96 неактивних 20 осіб було учнями чи студентами, 50 — пенсіонерами, 26 були неактивними з інших причин.

У 2010 році в муніципалітеті числилось 226 оподаткованих домогосподарств, у яких проживали 468,0 особи, медіана доходів виносила 16 218,5 євро на одного особоспоживача

## Галерея зображень

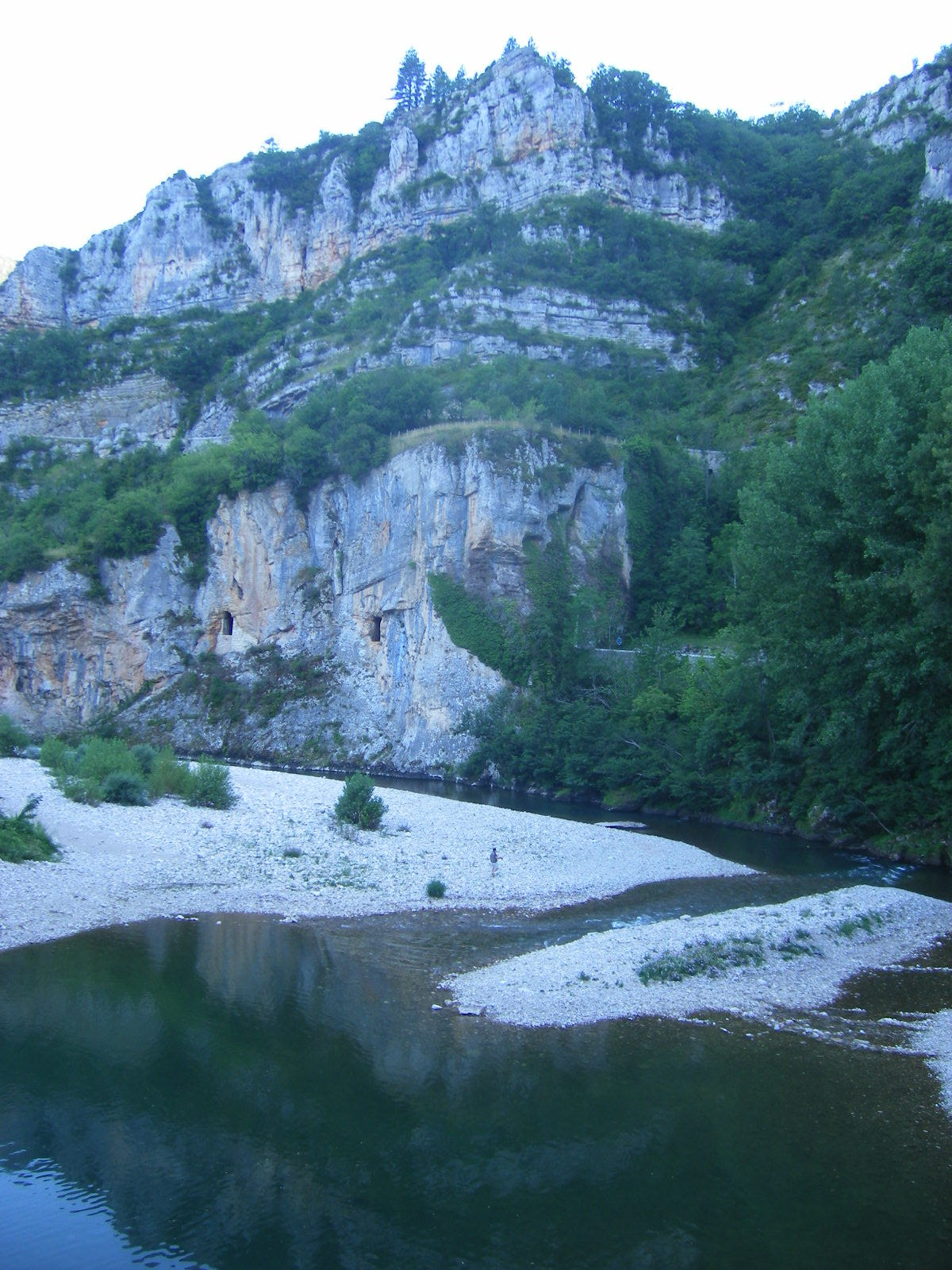
Річка Тарн
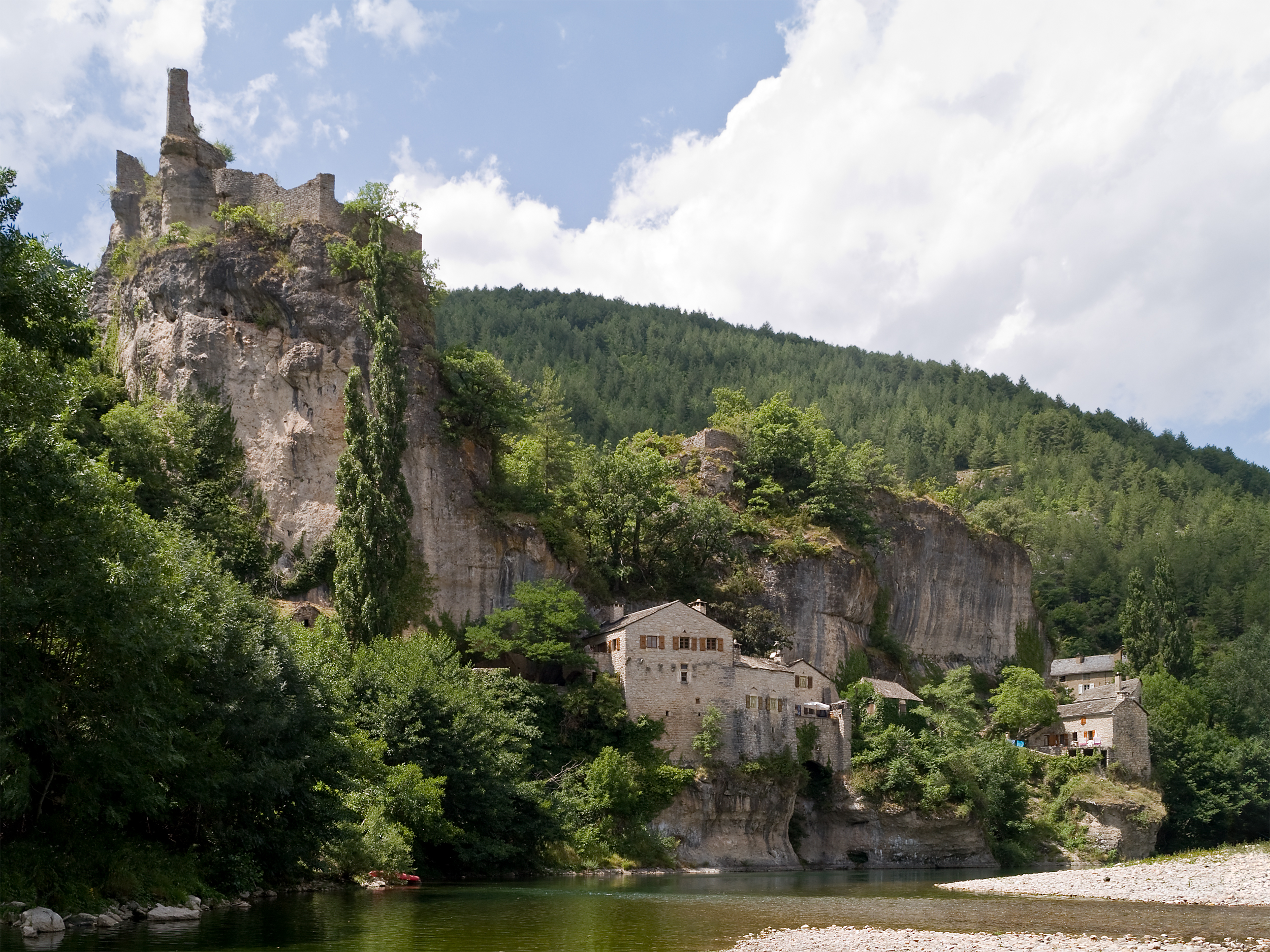
Замок Кастельбук
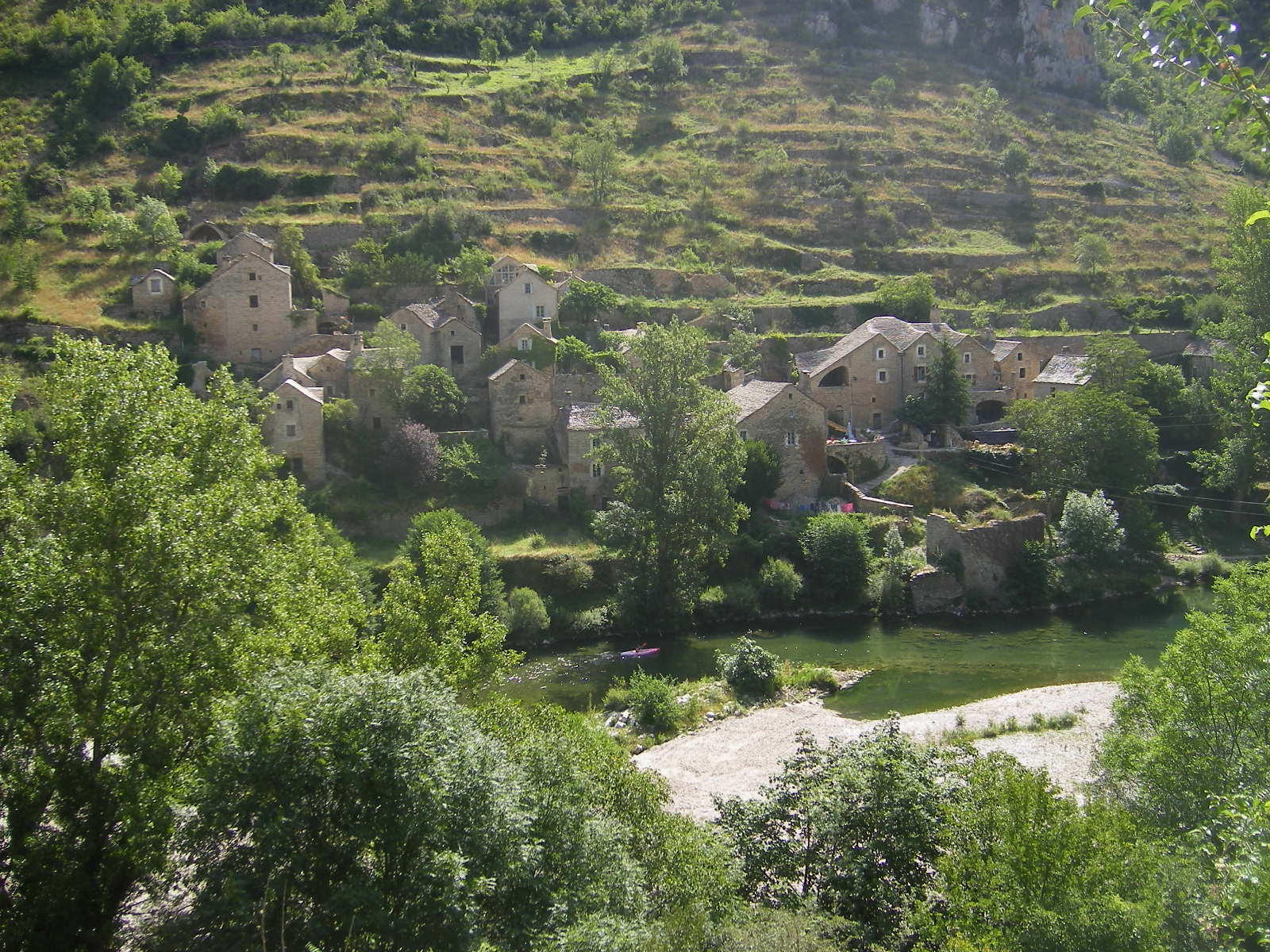
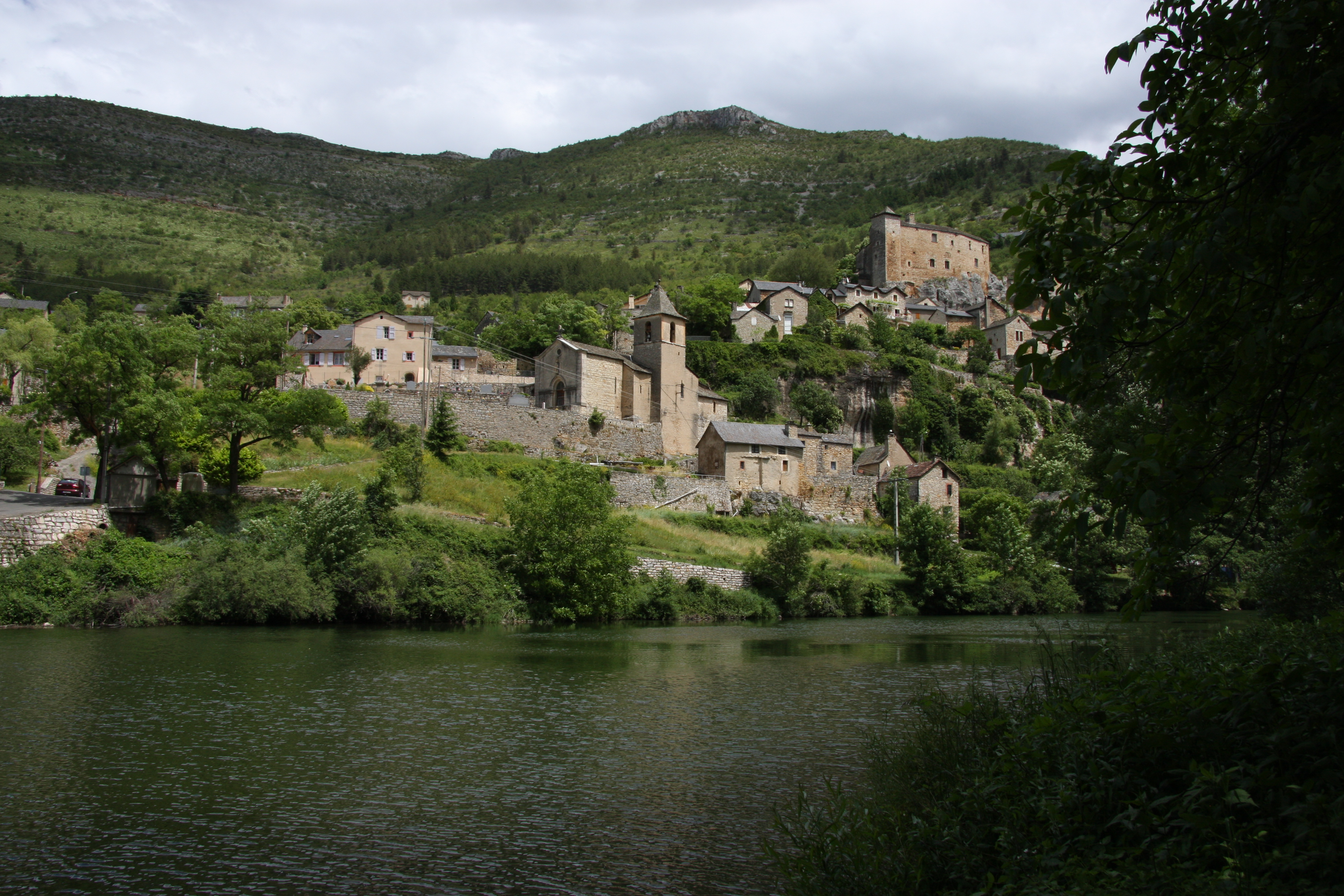
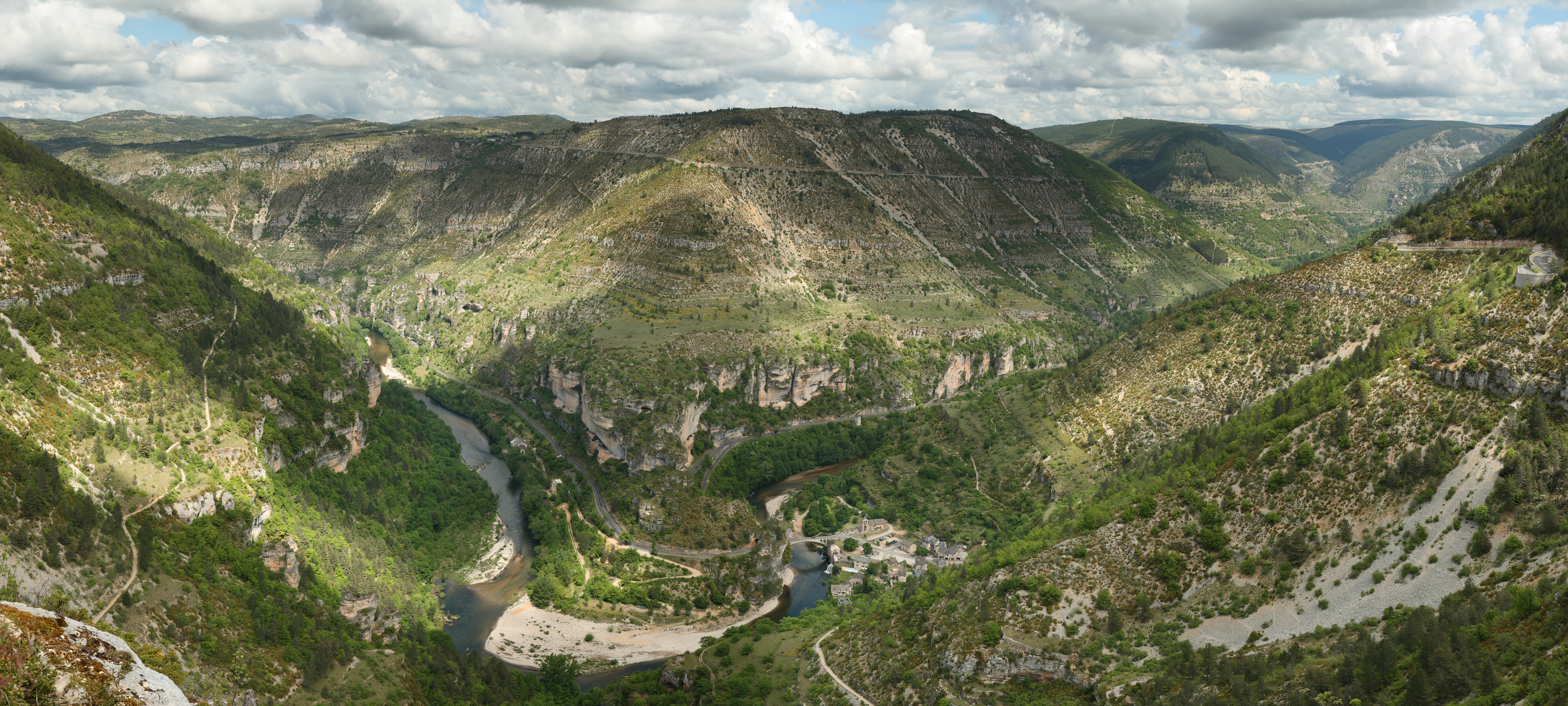
Вид на село Сен-Шелі-дю-Тарн
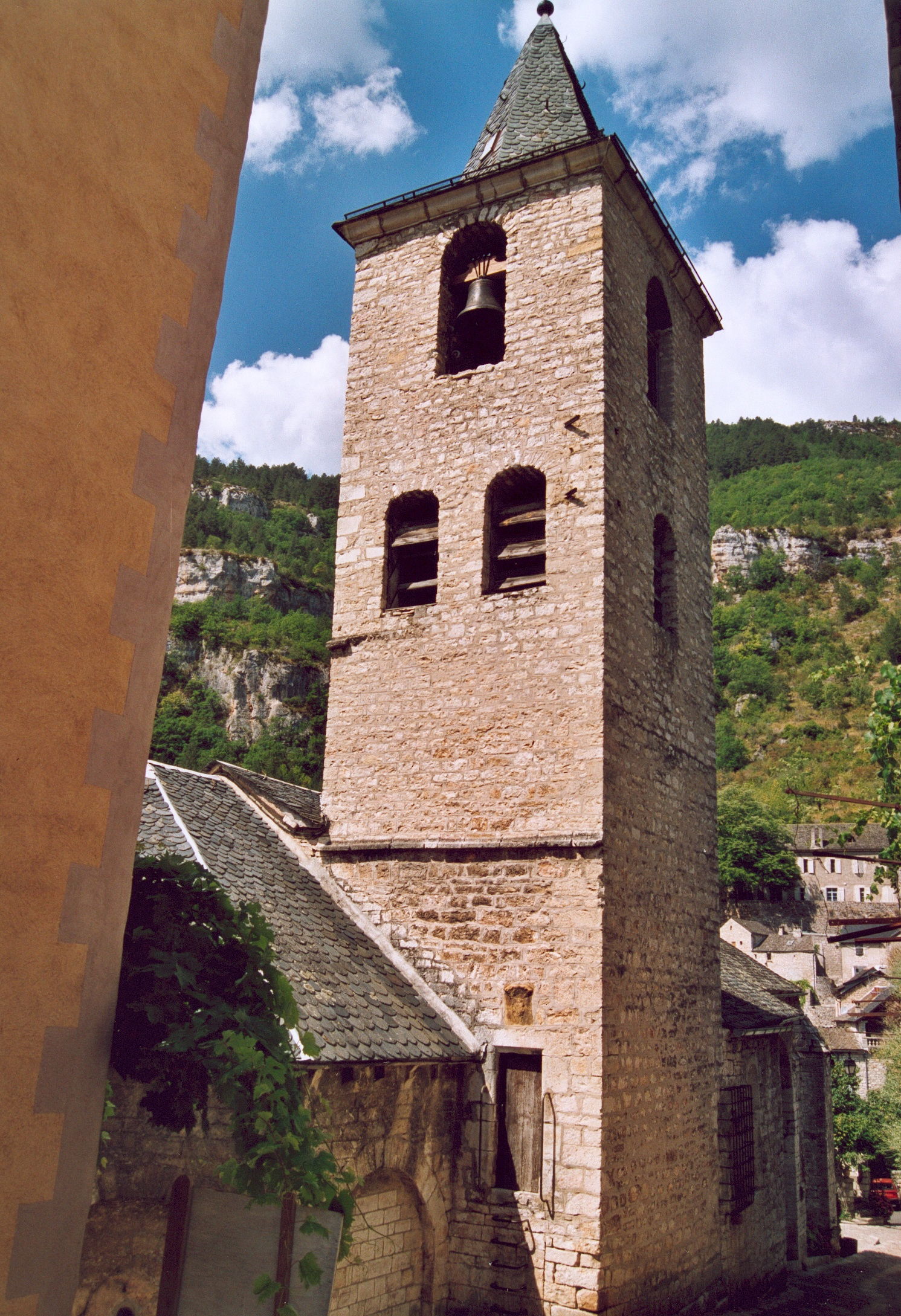
Сільська церква